# Phileurus carinatus
Phileurus carinatus är en skalbaggsart som beskrevs av Heinrich Bernward Prell 1914. Phileurus carinatus ingår i släktet Phileurus och familjen Dynastidae. Inga underarter finns listade i Catalogue of Life.